# Greg Bell
Gregory Curtis "Greg" Bell, född den 7 november 1930 i Terre Haute i Indiana, död den 25 januari 2025 i Logansport i Indiana, var en amerikansk friidrottare som tävlade i längdhopp.
Bell vann guld vid olympiska sommarspelen 1956 i Melbourne.

## Uppväxt
Bell växte upp på en gård strax utanför Terre Haute under fattiga förhållanden. När boningshuset brann ned utan att vara försäkrat tvingades fadern att göra om hönshuset så att familjen kunde bo där. När Bell var tolv år tvingades familjen flytta eftersom det skulle anläggas en vapendepå där de bodde. De flyttade då till ett fattigt område på andra sidan av staden.
Efter att först ha hoppat stavhopp i high school (eftersom han gillade Tarzan och stavhopp liknade att svinga sig i lianer), men skadat sig, testade han längdhopp, en gren han aldrig hört talas om, och slog direkt skolrekordet. Han började tävla i grenen och kom som sistaårsstudent tvåa i delstatsmästerskapet. Efter high school började han arbeta och flyttade till Chicago. 1950 blev han inkallad till USA:s armé under Koreakriget och stationerades i Tyskland och sedan i Frankrike. Där började han tillfälligt med friidrott igen, men när han kom hem till familjehemmet i Terre Haute började han arbeta.

## Karriär
En läkare som behandlade Bell övertalade honom att börja studera på college och hösten 1954 skrev Bell in sig på Indiana University (IU). I början av 1955 ställde han upp i de amerikanska inomhusmästerskapen och kom tvåa. Senare samma år blev han amerikansk utomhusmästare, där han blev den åttonde i historien att hoppa 26 fot (7,92 meter). Året efter blev han amerikansk collegemästare och senare delad etta i OS-uttagningarna inför OS i Melbourne. Under OS-uppladdningen hoppade han 8,09 meter, bara fyra centimeter från Jesse Owens världsrekord och det näst längsta hoppet dittills i historien.
Under OS-finalen rådde svåra förhållanden med starka vindar och en kort och mjuk ansatsbana. Bell hoppade "bara" 7,83 meter, men det var ändå 15 centimeter bättre än tvåan John Bennett, också från USA, mäktade med. Finländaren Jorma Valkama tog bronset på 7,48.
Efter OS-guldet fortsatta Bell att studera vid och tävla för IU. Vid de amerikanska collegemästerskapen 1957 hoppade han 8,10 meter, bara tre centimeter från världsrekordet. Det var ett nytt collegerekord som stod sig i sju år. Året efter vann han de amerikanska inomhusmästerskapen.
Även efter det att Bell börjat studera till tandläkare i Indianapolis fortsatte han att tävla i längdhopp. Han blev amerikansk utomhusmästare för andra gången 1959 och senare samma sommar hoppade han återigen 8,10 meter. Han innehade då tre av historiens fyra längsta hopp. Han avslutade säsongen med att ta silver vid panamerikanska spelen i Chicago. Han tävlade en sista säsong 1960, men lyckades inte kvalificera sig för OS i Rom. När han avslutade karriären hade han 13 hopp över 26 fot, fler än någon annan.

## Efter karriären
1988 blev Bell invald i det amerikanska friidrottsförbundets hall of fame.
Bell arbetade efter idrottskarriären under många år som tandläkare i Logansport i Indiana. Han gick inte i pension förrän 2020, vid 89 års ålder.

## Död
Bell avled den 25 januari 2025 i sitt hem i Logansport, vid en ålder av 94 år. Han överlevdes av sin (andra) hustru Mary och tre barn, två döttrar och en son. Bell var före sin död den äldsta levande OS-guldmedaljören i friidrott.

## Personliga rekord
- Längdhopp – 8,10 meter (14 juni 1957 i Austin & 18 eller 19 juli 1959 i Philadelphia)